# 湯州
湯州（とうしゅう）は、かつてベトナム北部に唐が設置した州。現在のランソン省ランソン一帯に設置された。

## 概要
唐により秦の象郡の地に湯州が置かれた。742年（天宝元年）、湯州は温泉郡と改称された。758年（乾元元年）、温泉郡は湯州の称にもどされた。湯州は嶺南道の容管十州に属し、湯泉・緑水・羅韶の3県を管轄した。806年（元和元年）、湯州は廃止された。